# گذرگاه بزرگ
گذرگاه بزرگ (انگلیسی: The Great Passage) فیلمی در ژانر رمانتیک و کمدی به کارگردانی یویا ایشی است که در سال ۲۰۱۳ منتشر شد.

## بازیگران
- ریوهی ماتسودا
- آئویی میازاکی
- جو اوداگیری
- کائورو کوبایاشی
- کومیکو آسو
- هارو کوروکی
- میساکو واتانابه
- چیزورو ایکه‌واکی